# Veteran Airlines
Veteran Airlines (Armeens: Վետերան Ավիաուղիներ) is een Armeense luchtvrachtmaatschappij met haar thuisbasis in Jerevan.

## Geschiedenis
Veteran Airlines is opgericht in 2002.

## Vloot
De vloot van Veteran Airlines bestaat uit:(april 2007)
- 1 Antonov AN-32B
- 1 Antonov AN-24RV